# Haasellia medicina
Haasellia medicina är en skalbaggsart som först beskrevs av Park in Park, Wagner och Ivan T. Sanderson 1976.  Haasellia medicina ingår i släktet Haasellia och familjen kortvingar. Inga underarter finns listade i Catalogue of Life.